# Зейфман, Григорий Ефимович
Григорий Ефимович Зейфман (Выступал под псевдонимом Баскин, 30 октября 1942, Куйбышев — 4 марта 2010, Санкт-Петербург) — советский и российский артист эстрады. Народный артист Российской Федерации (2000).

## Биография
Входил в число активных участников основанного в 1962 году в Куйбышеве Городского молодёжного клуба (ГМК-62), специализировался на конферансе.
С 1964 года учился на эстрадном отделении Музыкального училище при Ленинградской консерватории по специальности ведущий-конферансье (первый набор, курс Г. М. Полячека).
С 1968 года артист Ленконцерта, в 1990—1992 годах — главный режиссёр. С 1996 года был главным режиссёром концертного зала «Гигант-холл».
Вёл концерт «Рок против танков» 22 августа 1991 года на Дворцовой площади в Ленинграде (ныне Санкт-Петербург).
Скончался после тяжёлой продолжительной болезни. Похоронен на Серафимовском кладбище (Коммунистическая площадка).

## Звания
- Заслуженный артист РСФСР (1990)[6]
- Народный артист Российской Федерации (2000)

## Фильмография
- 2008 — Культурный слой
- 2002 — Госпожа Победа
- 1993 — Несравненная (Украина)